# Adobe Type
Adobe Type ist eine Sparte von Adobe Inc., die sich mit der Entwicklung von Schriftarten sowie entsprechender Technologie beschäftigt. Sie war die treibende Kraft hinter den heute allgemein anerkannten und verbreiteten Typen 1 und 3 der PostScript-Fontformate sowie OpenType.
Die Schriftsammlung Adobe Font Folio wurde bis 2022 verkauft, bevor sie eingestellt wurde. Sie enthielt mehr als 2.400 Schriftarten der Adobe Type Library im OpenType-Format und wurde offiziell von Windows und Mac OS X unterstützt. Als Nachfolger bietet Adobe im Cloud-Abonnement unter dem Produktnamen Adobe Fonts Zugriff auf mehr als 30.000 Schriften an.